# Luxey
Luxey település Franciaországban, Landes megyében. Lakosainak száma 653 fő (2022. január 1.). Luxey Callen, Labrit, Lencouacq, Sabres, Le Sen, Sore, Trensacq és Lucmau községekkel határos.

## Népesség
A település népességének változása:
| Lakosok száma | 813  | 731  | 680  | 689  | 658  | 670  | 664  | 657  | 654  | 653  |
|               | 1968 | 1982 | 1990 | 2006 | 2013 | 2015 | 2017 | 2019 | 2020 | 2022 |